# Pierwomajskij (Kraj Zabajkalski)
Pierwomajskij (ros. Первомайский) – osiedle typu miejskiego w Rosji, w Kraju Zabajkalskim, w rejonie szyłkińskim. W 2010 liczyło 12 154 mieszkańców.

## Urodzeni
- Jewgienij Tariełkin